# Université Terbuka
L'université Terbuka (en indonésien : Universitas Terbuka) est une université à distance située à Jakarta en Indonésie. Elle est créée en 1984. Elle accueille environ 580 000 étudiants.